# Serie 452 de Renfe
La Serie 452 es un automotor eléctrico de Renfe destinado a prestar servicios de cercanías en España. La serie se adjudicó en 2021 a Alstom y, una vez finalizada su entrega, contará con 201 trenes de alta capacidad. Irán especialmente destinados al núcleo de Cercanías Madrid y a la red de Rodalies (Cataluña), con el objetivo de renovar la flota y ampliarla. Es una serie prima de la futura serie 453, desarrollada por Stadler Rail.

## Historia
A lo largo de los 2000 la flota de Cercanías de Renfe se había nutrido de los trenes Civia. La crisis de 2008, junto con los recortes presupuestarios que le siguieron, frenó la adquisición de nuevos trenes para los servicios de Cercanías, lo que afectó su funcionamiento y lastró sus posibilidades de crecimiento. A finales de los 2010 el Gobierno se comprometió a paliar esta situación mediante la compra masiva de trenes de cercanías. El ministro Íñigo de la Serna en 2017 se comprometió a iniciar la licitación. Esta, sin embargo, la efectuó su sucesor, José Luís Ábalos, al sacar Renfe en licitación en marzo de 2019 la compra de 211 trenes de cercanías por 3.300 millones de euros con impuestos.
Esta compra se dividía en dos lotes de tamaños diversos. El más grande incluía 152 trenes y el otro los 59 trenes restantes. Hubo que esperar a marzo de 2021 hasta que se conociera la adjudicataria de los lotes. El lote grande fue a parar a Alstom y el menor a Stadler Rail. Este último lote, el más pequeño, daría pie a la serie 453 de Renfe. El lote grande formaría entonces la serie 452 de Renfe. Inicialmente la adjudicación a Alstom consistió en 1.491 millones de euros por la compra de 152 trenes y el mantenimiento de 56 de ellos por 15 años.
En diciembre de 2022 Renfe decidió aumentar el contrato con Alstom y procedió a comprar 49 trenes más por 367,6 millones de euros. Por lo tanto, el pedido total fue de 201 trenes.
Los trenes se fabrican en las instalaciones de Alstom en Santa Perpetua de Moguda (Barcelona).Primeramente la empresa fabricó 3 unidades, concluyendo su montaje en un acto oficial el 10 de enero de 2025. Comenzó entonces su proceso de validación.Ese mes se anunció la intención de Renfe de destinar 72 trenes exclusivamente al servicio de Rodalies, en compensación por no destinar ningún tren de la S-453. Tras ser correctamente validadas y certificadas durante 2025, Alstom podrá dar comienzo a la fabricación del resto de trenes y a su paulatina entrega sobre 2026.Se entregarán unas 3 o 4 unidades a Renfe cada mes hasta finalizar el pedido de los 201 trenes.

## Características
Los 201 trenes de la S-452 serán de tracción eléctrica, con tensión de alimentación de 3 .000V, en corriente continua y podrán alcanzar una velocidad máxima de 140 km/h, para circular por línea electrificada con ancho de vía ibérico.Los trenes son una versión de la familia Alstom Coradia Stream y serán similares a la serie 453 de Stadler Rail.
La serie contará con 6 coches, 4 de piso bajo y 2 de doble piso. Esta inclusión de coches de doble piso significa un notable aumento de capacidad.Concretamente, los trenes tendrán 250 plazas sentadas y 677 de pie, con una capacidad total de 927 pasajeros.
El diseño de los trenes se pensó a conciencia para permitir un acceso rápido y cómodo de los pasajeros al tren. De este modo, por ejemplo, las 24 puertas de acceso serán más anchas y los vestíbulos interiores más amplios que en las series previas.Los trenes irán equipados con un doble sistema de seguridad. Primeramente, el sistema ASFA Digital, empleado en toda España, y, adicionalmente, el sistema ERTMS, que tiene estándares europeos.